# Bokskogssnäcka
Bokskogssnäcka (Monachoides incarnatus) är en snäckart som först beskrevs av Otto Friedrich Müller 1774.  Bokskogssnäcka ingår i släktet Monachoides, och familjen hedsnäckor. IUCN kategoriserar arten globalt som livskraftig. Arten är reproducerande i Sverige.